# Henri De Deken
Henricus "Rik" Maria Josephus De Deken (Schoten, 3 augustus 1907 - 12 februari 1960) was een Belgisch voetballer die speelde als verdediger. Hij voetbalde in de Eerste klasse bij Antwerp FC en speelde 11 interlandwedstrijden met het Belgisch voetbalelftal.

## Loopbaan
De Deken debuteerde in april 1926 als verdediger in het eerste elftal van Antwerp FC in de thuiswedstrijd tegen Beerschot VAC en verwierf er al spoedig een basisplaats. Ook zijn broers Bob, Frans en Albert speelden bij Antwerp. Met de ploeg werd De Deken tweemaal landskampioen (1929 en 1931) en eindigde driemaal tweede (1930, 1932 en 1933).
Na een conflict over de ontslagen Hongaarse trainer Molnar schorste Antwerp in 1937 een aantal basisspelers waaronder ook De Deken. Dit betekende het einde van zijn spelersloopbaan op het hoogste niveau. In totaal speelde De Deken 180 wedstrijden in Eerste klasse.
De geschorste spelers richtten de "Antwerp Boys" op, een ploeg die ging spelen in de Vlaamse Voetbalbond. Met de alternatieve ploeg werd De Deken viermaal opeenvolgend kampioen van deze bond. In 1941 besloot De Deken te stoppen met voetballen.
Tussen 1930 en 1933 speelde De Deken 11 wedstrijden met het Belgisch voetbalelftal. Zijn eerste wedstrijd speelde hij op het Wereldkampioenschap voetbal 1930 in Uruguay. De Deken zat eveneens in de voorselectie van het elftal dat deelnam aan de Olympische Zomerspelen 1928 in Amsterdam maar hij speelde er geen wedstrijden.